# 帕氏深海狗母魚
帕氏深海狗母魚（学名：Bathypterois parini）為輻鰭魚綱仙女魚目青眼魚亞目爐眼魚科的一種，分布於東印度洋印尼爪哇海海域，屬深海底棲性魚類，深度560-875公尺，體長可達15.3公分，棲息在底層水域，生活習性不明。